# World Championship Tennis Finals 1987
World Championship Tennis Finals 1987 byl sedmnáctý ročník tenisového turnaje WCT Finals, pořádaný jako první ze tří událostí World Championship Tennis hraných v rámci okruhu Grand Prix. Probíhal mezi 7. až 13. dubnem na koberci dallaské haly Reunion Arena.
Na turnaj s rozpočtem 500 000 dolarů se kvalifikovalo osm tenistů. Po tříleté periodě s dvanácti účastníky tak došlo k návratu k původnímu počtu. Premiérovou dallaskou trofej získal nenasazený Čech Miloslav Mečíř po finálovém vítězství nad americkou turnajovou trojkou Johnem McEnroem ve čtyřech setech, když soupeři v úvodní sadě uštědřil „kanára“. Připsal si pátý titul probíhající sezóny a celkově desátý v kariéře.

## Finále

### Mužská dvouhra
- Miloslav Mečíř vs.  John McEnroe 6–0, 3–6, 6–2, 6–2